# 우선권
우선권(優先權)이란 특별히 남들보다 먼저 행사할 수 있는 권리를 말한다.

## 과학 연구에 있어서의 우선권
과학자들의 활동의 결과에 대한 가장 중요한 보상은 독창적인 과학적 업적을 인정받는 것이다. 과학자들이 중요한 이론이나 법칙을 처음 발견한 사람을 밝히려 들고 때로는 최초발견자의 이름을 붙이는 것은 이같은 '우선권(priority)'의 인정 때문이다. 따라서 과학자들은 과학연구에 있어서 항상 어떤 업적을 다른 과학자들보다 앞서 쌓으려고 노력하며, 그 결과 '우선권'을 얻기 위한 경쟁이 발생하게 된다. 이러한 경쟁은 과학자들의 행동유형을 구성하는 중요 요소이며 머튼은 이를 중심으로 과학자들의 행동유형을 살펴보고 있다. 특히 머튼은 이같은 '우선권'을 위한 경쟁이 과학자의 수나 과학연구의 양과 속도가 커진 현대에만 독특한 것이 아니라 적어도 17세기 이래 근대과학의 전 시대를 통해서 계속되어왔음을 강조한다. 

직업상 과학연구자들과 접촉하는 사람이 증가함에 따라 보통 과학자의 이미지뿐만 아니라 그의 동기 및 동료들과의 관계도 변화되었다. 여기서 동료들이란 인접분야에서 일하고 있는 친구들이 아니라, 흔히 아주 똑같은 실험들에 동시에 종사하는 직접적인 경쟁자들인 경우가 태반이다. 완숙한 경영기술의 무자비함이 산업적 개발과 연구가 겹쳐지는 분야만을 침입했을 뿐 아니라, 이러한 식의 행동이 이제는 더 이상 과학과 무관하다고 생각될 수 없게 되었다.

## 우선권을 향한 과학자들의 행동
두뇌의 경쟁에서 이겨야만 할 우승경쟁자의 존재에 대한 긴박한 인식, 때로는 주저하고 때로는 부주의한 공동연구원으로부터 필요한 자료를 얻어내는 끈질긴 추진력, 카벤디쉬(Cavendish) 연구소와 칼텍(Caltech) 사이에서 수년간에 걸쳐 계속되었던 구체적 발견을 위한 경쟁, 과학 연구에서 남의 영역을 침범하지 않고 개인적인 영역을 고수하려는 영국적이라고 주장되는 감각, 성취의 궁극적인 표상인 노벨상에 대한 야망 등이 있다.

## 과학자들이 우선권에 집착하는 이유

### 경쟁 사회
현재와 같은 고도로 경쟁적인 시대에 상장수의 과학자들이 같은 분야에서 일하는 다른 사람들을 앞질러 그들의 성과를 인정받는 일에 관심을 쏟는다. 과학은 오늘날의 모든 다른 활동처럼 매우 복잡하고 가속화되고 있다. 즉 현재의 과학을 경쟁적 과학이라고 보고 먼저 인정받으려는 욕망은 오늘날의 발견을 위해서는 지능만큼이나 필수적이라고 생각하기 때문이다. 

또한 과거에는 자신의 연구결과가 간과되거나 다른 사람에 의해 완전히 추월당할까 두려워 서두르거나 너무 일찍 또는 여러 차례에 걸쳐 발표해야 겠다고 생각하는 과학자는 거의 없었다. 그러나 근ㆍ현대에 와서 다른 과학자의 연구에 아무렇지 않게 손대는 과학자들이 늘어났다.

### 자기업적의 재확인
우선권을 향한 노력은 부분적으로 독창적 사고에 대한 자신의 열정을 스스로 재확인하려는 것이다. 따라서 발견에서 느끼는 기쁨과 동료과학자들의 인정을 추구하는 것은 서로 상반되는 것이 아니라 동일한 심리적 측면에서 나온다.

## 우선권 집착의 폐해
우선권을 보장받기 위해 재빨리 발표하려고 하는 충동이 때로는 같은 분야에서 일하면서 좀 더 완벽을 기하여 그 결과를 발표하려는 과학자들을 희생시킨다. 예로 정식논문을 제출해 놓은 경쟁자를 앞지르려고 신문ㆍ리뷰 속보 등에 자신들의 의견이나 생각, 논문을 발표하는 경우도 있다.

## 참고 자료
- 김영식, 근대사회와 과학 (역사속의 과학Ⅱ), 창작과 비평사, 1989
- 네이버 국어사전